# Coleophora luciennella
Coleophora luciennella é uma espécie de mariposa do gênero Coleophora pertencente à família Coleophoridae.